# Fleur bleue (film)
Pour plus de détails, voir Fiche technique et Distribution.
Fleur bleue est un film québécois réalisé par Larry Kent, sorti en 1971.

## Fiche technique
- Titre : Fleur bleue
- Réalisation : Larry Kent
- Scénario : Larry Kent et Edward Stewart
- Photographie : Jean-Claude Labrecque
- Montage : John Broughton
- Pays de production : Canada
- Langues originales : français, anglais
- Genre : comédie dramatique
- Date de sortie : 1971

## Distribution
- Steve Fiset : Jean-Pierre Fortier
- Susan Sarandon : Elizabeth Hawkins
- Céline Bernier : Michelle
- Jean-Pierre Cartier : Dock
- Carole Laure : Suzanne
- Gerard Parkes : Le Professeur
- Paul Berval : Le Prêtre
- Nana de Varennes : Femme dans l'église
- Don MacIntyre : Commis de Boutique
- Mary O'Hara : Fille dans la Vitrine
- Howard Ryshpan : 1er Gérant de Banque